# Ritratto d'uomo in armi
Il Ritratto d'uomo in armi è un dipinto a olio su tela (72x56,5 cm) di Giorgione, databile al 1505-1510 circa e conservato nel Kunsthistorisches Museum a Vienna.

## Storia
L'opera si trovava nel 1528 nelle collezioni di Giovanni Antonio Venier, dove lo vide il Michiel. Passò quindi ai Priuli di Venezia e poi alla collezione Hamilton dal 1638 al 1649. Infine finì nelle collezioni di Leopoldo Guglielmo d'Austria e da lì seguì le sorti delle raccolte asburgiche.

## Descrizione e stile
Sulla scorta delle notizie del Michiel, si è riconosciuto in questa tela il ritratto di Girolamo Marcello, oppure, secondo altre ipotesi, quello dello stesso Giovanni Antonio Venier.
Su uno sfondo scuro il gentiluomo in armi è ritratto a mezza figura di profilo, girato a destra e con un braccio appoggiato oltre un parapetto, un motivo tipico della ritrattistica veneta desunto da modelli fiamminghi. Con il braccio sinistro sorregge un'alabarda e sulla capigliatura porta un serto di foglie d'edera. A destra gli si contrappone un personaggio laido, dalla carnagione scura e con un'espressione grottesca, oggi poco leggibile a causa del cattivo stato di conservazione della tela. In questa figura si è letta l'influenza delle caricature di Leonardo da Vinci, di passaggio a Venezia nel marzo del 1500.